# Thymus cremnophilus
Thymus cremnophilus là một loài thực vật có hoa trong họ Hoa môi. Loài này được Káp miêu tả khoa học đầu tiên năm 1999.